# 序列分組交換
序列分组交换（Sequenced Packet Exchange，SPX），一種早期传输层协议，由Novell研發。
SPX运行在IPX之上，主要为Novell NetWare(NetWare 5.0之前)系统实现客户机/服务器上应用程序的通信服务，例如BTRIEVE（ISAM 管理器）。SPX与TCP实现同等功能。最新版本的NetWare运行在TCP/IP上。